# Leersia
Genre
Leersia est un genre de plantes monocotylédones de la famille des Poaceae, sous-famille des Oryzoideae, à répartition pantropicale, qui comprend approximativement 18 espèces.
Ces plantes, très proches génétiquement et phénotypiquement du riz cultivé (elles appartiennent à la même tribu des Oryzeae), sont des mauvaises herbes des rizières, notamment Leersia hexandra,  Leersia japonica, Leersia ligularis, Leersia oryzoides, Leersia sayanuka et  Leersia virginica.
Certaines espèces sont parfois cultivées comme plantes fourragères, notamment Leersia hexandra.
Étymologiele nom générique « Leersia » a été forgé par le botaniste suédois, Olof Peter Swartz, qui a été le premier à décrire et à publier ce genre, en hommage à un botaniste et pharmacien allemand, Johann Daniel Leers (1727-1774).

## Caractéristiques générales
Les plantes du genre Leersia sont des plantes herbacées, vivaces, rhizomateuses, aux tiges (chaumes), dressées ou décombantes, de 20 à 150 cm de long.
Les feuilles ont une gaine glabre à scabre-hispiduleuse, une ligule de 1 à 12 mm de long, plus ou moins tronquée, et un limbe linéaire, plus ou moins large (25 mm) ou étroit (4 mm), s'enroulant souvent en séchant.
L'inflorescence est une panicule de forme pyramidale, généralement terminale, parfois également axillaire.
Les épillets, comprimés latéralement, linéaires à sub-orbiculaires, longs de 1,5 à 8,5 mm, comptent un seul fleuron.
Les glumes sont très discrètes, réduites à une petite cupule.
Les fleurons sont généralement parfaits, parfois avec seulement les étamines et le pistil bien développés.
La lemme peut être aristée ou non et présente 5 nervures.
Les étamines sont en nombre variable : 1, 2, 3 ou 6 selon les espèces.
La pistil, de 2 à 5 mm de long, présente 2 style séparés, aux stigmates plumeux, exsertés simultanément avec les anthères lors de l'anthèse.
Le nombre chromosomique de base est x=12.

## Taxinomie

### Synonymes
Selon GRIN :
- Aplexia Raf.
- Asprella Schreb.
- Blepharochloa Endl.
- Ehrhartia F. H. Wigg.
- Endodia Raf.
- Homalocenchrus Mieg
- Laertia Gromov, orth. var.
- Pseudoryza Griff.
- Turraya Wall., nom. inval

### Liste d'espèces et variétés
Selon World Checklist of Selected Plant Families (WCSP) (3 septembre 2016) :
- Leersia angustifolia Prodoehl (1922)
- Leersia denudata Launert (1965)
- Leersia drepanothrix Stapf (1905)
- Leersia friesii Melderis (1946)
- Leersia hexandra Sw. (1788)
- Leersia japonica (Honda) Honda, J. Fac. Sci. Univ. Tokyo, Sect. 3 (1930)
- Leersia lenticularis Michx. (1803)
- Leersia ligularis Trin., Mém. Acad. Imp. Sci. Saint-Pétersbourg, Sér. 6, Sci. Math. (1839)
  - variété Leersia ligularis var. breviligulata (Prodan) Pyrah (1969)
  - variété Leersia ligularis var. glabriflora Pyrah (1969)
  - variété Leersia ligularis var. grandiflora (Döll) Pyrah (1969)
  - variété Leersia ligularis var. ligularis
- Leersia monandra Sw. (1788)
- Leersia nematostachya Launert (1965)
- Leersia oncothrix C.E.Hubb. (1934)
- Leersia oryzoides (L.) Sw. (1788)
- Leersia perrieri (A.Camus) Launert (1965)
- Leersia sayanuka Ohwi (1938)
- Leersia stipitata Bor (1965)
- Leersia tisserantii (A.Chev.) Launert (1965)
- Leersia triandra C.E.Hubb. (1936)
- Leersia virginica Willd. (1797)